# القراقرة
قرية القراقرة هي إحدى القرى التابعة لمركز منيا القمح في محافظة الشرقية في جمهورية مصر العربية. حسب إحصاءات سنة 2006، بلغ إجمالي السكان في القراقرة 7806 نسمة، منهم 4037 رجل و3769 امرأة.

## التاريخ
قرية القراقرة من القرى القديمة، حيث وردت باسم «منية كرديدة» في أعمال الشرقية ضمن قرى الروك الصلاحي التي أحصاها ابن مماتي في كتاب قوانين الدواوين، كما وردت باسم «منشية كرديدة» وهي «العراسة» في أعمال الشرقية ضمن قرى الروك الناصري التي أحصاها ابن الجيعان في كتاب «التحفة السنية بأسماء البلاد المصرية». وفي العصر العثماني ورد في التربيع العثماني الذي أجراه الوالي العثماني سليمان باشا الخادم في عصر السلطان العثماني سليمان القانوني أن اسمها «منشية كرديدة» المعروفة بـ «القراقرة» أو «سنطو» ضمن قرى ولاية الشرقية، وفي تاريخ 1228هـ/1813م الذي عدّ قرى مصر بعد المسح الذي قام به محمد علي باشا باسم «القراقرة» ضمن قرى مديرية الشرقية.